# Alain Duault
Pour les articles homonymes, voir Duault (homonymie).
Alain Jean Constant Duault est un écrivain, poète, animateur de radio et de télévision français spécialisé dans la musique classique et l'opéra né le 11 janvier 1949 à Paris.

## Biographie
Détenteur d'une maîtrise de littérature, Alain Duault débute dans l'enseignement comme instituteur et participe à des activités littéraires : il est invité notamment à la revue Po&sie par Michel Deguy et Jacques Roubaud. Son recueil de poèmes Colorature, publié en 1977, lui vaut d'être invité dans l'émission de Bernard Pivot, Apostrophes, consacrée aux « poètes français d'aujourd'hui » le 17 mars 1978. Il y apparaît notamment aux côtés de Pierre Seghers et de Jean-Claude Renard. À la suite de cette première apparition télévisée, il participe comme invité à plusieurs émissions radiophoniques sur France Culture et France Musique avant de présenter lui-même l'émission Mélomania sur Europe 1. Il devient parallèlement rédacteur en chef de L'Avant-Scène Opéra et critique musical à la NRF, puis à Elle et  à L'Événement du jeudi.
Il crée en 1987 l'émission hebdomadaire Musicales sur FR3, suivie en 1994 de Musique et Compagnie et en 2001 de Toute la musique qu'ils aiment. Il est également directeur des programmes musicaux de la chaîne de 1991 à 1994. Il continue de présenter des émissions de musique classique sur France 3, la Fête de la musique. À partir de 1989, il assure une chronique quotidienne dans Laissez-vous tenter sur RTL et présente l'émission dominicale Classic Classique. En 2011 la station décide d'arrêter ce rendez-vous hebdomadaire, provoquant une procédure aux prud'hommes. Il arrive en septembre 2012 sur Radio Classique, où il présente pendant six ans une émission quotidienne, Duault Classique, et deux émissions hebdomadaires, le samedi : la Grande Soirée de l'Opéra, et le dimanche : la Grande Interview classique de la semaine. Il est également l'animateur des croisières musicales de la Compagnie du Ponant, en partenariat avec Radio Classique, notamment avec le célèbre baryton-basse italien Ruggero Raimondi.
Il est le concepteur de plusieurs spectacles musicaux parmi lesquels une Intégrale Chopin télévisée en 1999, « Verdi, une passion, un destin » à l'occasion du centenaire de la mort du compositeur, Victor Hugo, la légende d’un siècle en 2002, Rencontre avec George Sand en 2004, Interview de Berlioz en 2010, Maria Callas, une passion, un destin en 2017, avec Béatrice Uria-Monzon.
Parallèlement à sa carrière d'homme de télévision et de radio, il poursuit son œuvre d'écrivain, tant par la publication de recueils de poèmes et de romans que par celle d'ouvrages de vulgarisation musicologique ou de chroniqueur musical. Éditorialiste à Classica, membre de l'Académie Charles-Cros, président du jury du prix Pelléas, il est directeur artistique de Viva l'opéra dans les cinémas UGC depuis 2010.

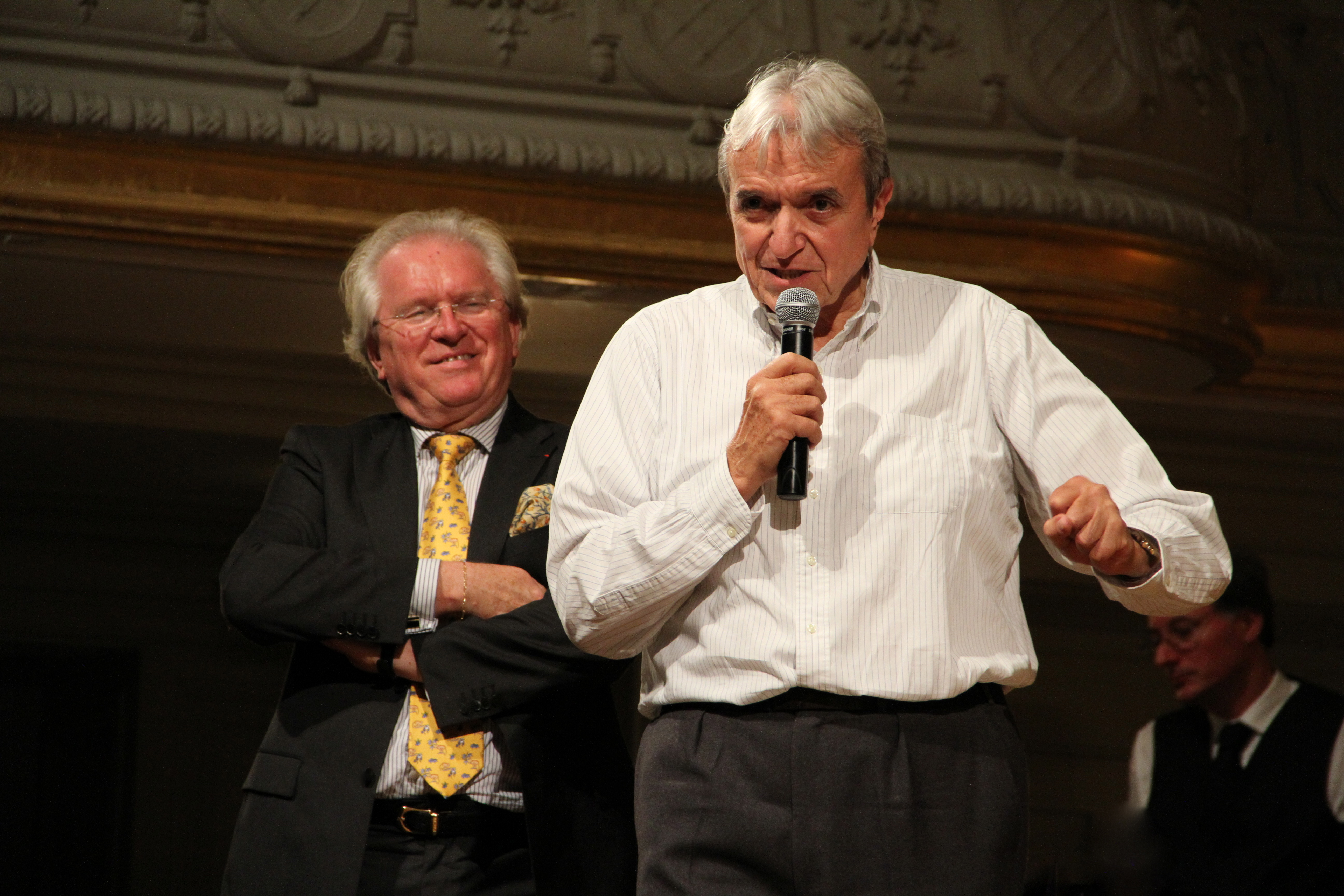
Alain Duault avec Ruggero Raimondi à la salle Gaveau en 2013.

Son œuvre poétique est récompensée par le grand prix de poésie de l'Académie française en 2002, à l'occasion de la parution du recueil Où vont nos nuits perdues, par le prix Omar-Khayyam pour L'Effarant Intérieur des ombres et par le prix Mallarmé pour Les Sept Prénoms du vent. Ses poèmes se présentent le plus souvent comme des blocs de vers serrés sur la page, sans ponctuation. Son écriture travaille l'intertexte (Le Pont Mirabeau d'Apollinaire dans Où vont nos nuits perdues par exemple), les sonorités et les jeux de mots. Une journée d'étude lui est consacrée à l'université Paris-Nanterre le 19 mars 2008. Alain Duault a également écrit des textes poétiques pour des chœurs du compositeur Éric Tanguy (Du fond caché de la clarté, Méditations, etc.).
En 2003, il est candidat à l'Académie française, candidature qu'il réitère en 2018 puis en 2021 au fauteuil de François Weyergans.
Il quitte Radio Classique et France Télévision en 2018.

## Décorations
- Commandeur des Arts et des Lettres en juillet 2011[27]
- Officier de la Légion d'honneur le 31 décembre 2015[1]

## Œuvres

### Poésie
- Ressources, Encres vives, s. d.
- Prosoésie, P. J. Oswald, 1967
- Soif de soifs, Encres vives, 1969  (EAN 978-2368901571)
- La Mort blanche, Encres vives, 1970  (EAN 978-2368901571)
- Tresses, Encres vives, 1971
- Rêve, mort, Encres vives, 1972  (EAN 978-2368901571)
- Tuerie, Génération, 1972 (ASIN B0014MC556)
- Linges, Génération, 1975 (ASIN B0014KEKLK)
- Colorature, Gallimard, 1977  (ISBN 978-2070297184)
- Le Jardin des adieux, Gallimard, 1999  (ISBN 978-2070757176)
- Où vont nos nuits perdues, Gallimard, 2002  (ISBN 978-2070763955) Grand prix de poésie de l'Académie française
- Les Sept Plaies (avec des peintures de Christian Jaccard), La Chouette diurne, 2003
- Nudités, Gallimard, 2004  (ISBN 978-2070743698)
- Des froissements discrets, Encres vives, 2005
- Discrets divertissements, Encres vives, no 327, 2005
- Une hache pour la mer gelée, Gallimard, 2006  (ISBN 978-2070776313)
- Du fond caché de la clarté, texte pour chœur d'Eric Tanguy, Salabert, 2006
- L'Effarant Intérieur des ombres (Une hache pour la mer gelée II), Gallimard, 2008  (ISBN 978-2070786688)
- La Lune dans les genoux (avec des illustrations originales de Sonia Rykiel), Le Renard pâle, 2009
- Hymne à la mer (avec des photographies originales de Lucien Clergue), Le Renard pâle, 2009
- Hymne à la nuit (avec des photographies originales de Gabriela Morawetz), Le Renard pâle, 2010
- Hymne au sexe (avec des photographies originales de Katharine Cooper), Le Renard pâle, 2010
- Ce qui reste après l'oubli (Une hache pour la mer gelée III), Gallimard, 2010  (ISBN 978-2070128495)
- Les Sept Prénoms du vent, Gallimard, 2013  (ISBN 978-2070138821) Prix Mallarmé
- Dans le jardin obscur, libre conversation sur la poésie avec Monique W. Labidoire, Le Passeur Éditeur, 2014 (ASIN B01E7VHUNC)
- Où vont nos nuits perdues et autres poèmes, préface de Xavier Darcos, Gallimard, coll. « Poésie/Gallimard », 2015  (ISBN 978-2070467501)
- Ce léger rien des choses qui ont fui, Gallimard, 2017  (ISBN 978-2072731846)
- La Cérémonie des inquiétudes, Gallimard[28], 2020  (ISBN 9782072860683)
- Car la douceur de vivre est périssable, Gallimard, 2022  (ISBN 978-2072960581)
- Le Ciel jaloux des roses, Gallimard, 2023  (ISBN 978-2073012470)

### Romans
- La Dévoyée : le Roman de la Traviata, Belfond, 1996 (réimpression 2000)  (ISBN 978-2744106934)
- La Femme endormie, Plon, 2003  (ISBN 978-2259197632)
- Dans la peau de Maria Callas, Le Passeur Éditeur, 2014  (ISBN 9782368901540)
- Une femme de feu. Le roman de la Malibran, Gallimard, 2021.

### Essais
- La Poésie, le ciel, essai sur la beauté à travers la poésie, la musique et la peinture[29], Gallimard, 2020  (ISBN 9782072867569)

### Livres-disques
- Mon premier Mozart, Brilliant Classics, 2006
- Mon premier Bach, Brilliant Classics, 2006
- Chopin, une histoire en musique racontée aux enfants, Sony, 2010
- Chopin, George Sand, une rencontre flamboyante, Saphir productions, 2010

### Livres sur la musique
- Don Giovanni, avec Maurice Béjart, photographies d'Annick le Sidaner, La Différence, 1980 (ASIN B003N6LSLI)
- La Flûte enchantée, avec Maurice Béjart, photographies d'Alain Béjart, Albin Michel Avant Scène, 1982 (ASIN B003BPM6S0)
- L’Opéra de Paris, Sand & Tchou, 1984  (ISBN 978-2710704492)
- Verdi, la musique et le drame, Paris, Gallimard, coll. « Découvertes Gallimard / Arts » (no 9), Gallimard, 1986  (ISBN 978-2070530151) ; réédition revue publié sous le titre Verdi, une passion, un destin, Paris, Gallimard,coll. « Découvertes Gallimard / Arts » (no 9), Gallimard, 2000  (ISBN 978-2070535262)
- Guide du disque compact classique, Le Pré aux clercs, 1991  (ISBN 978-2714427410)
- Guide du disque compact classique, nouvelle édition revue et augmentée, Plon, 1993
- Invitation à l’opéra, Larousse, 1999  (ISBN 978-2035080202)
- Entretien avec Giuseppe Verdi, Musipages, 2001  (ISBN 9782846100304)
- Frédéric Chopin, Actes Sud, 2004  (ISBN 978-2742746200)
- Robert Schumann, le goût de l'ombre, Actes Sud, 2010  (ISBN 978-2742788439)
- L'Opéra vu par Alain Duault & Colette Masson, Hugo & Cie, 2010  (ISBN 978-2755606386)
- Dictionnaire amoureux de l'opéra, Plon 2012  (ISBN 978-2259215206)
- De Bach à Ravel, 20 interviews exclusives, Plon, 2013  (ISBN 9782259222785)
- Johann Strauss, le père, le fils et l'esprit de la valse, Actes Sud, 2017  (ISBN 978-2330086312)

### Films documentaires
- Sur les pas de Beethoven - 2008 (auteur : Alain Duault - réalisation : Stéphane Guez - production : Eclectic production - durée : 52 min, diffusé le 15/01/2008 sur France 5)
- Sur les pas de Berlioz - 2009 (auteur : Alain Duault - réalisation : Philippe Allante - production : Eclectic production - durée : 52 min, diffusé le 25/03/2010 sur France 5)
- Sur les pas de Bizet - 2009 (auteur : Alain Duault - réalisation : Stéphane Guez - production : Eclectic production - durée : 52 min, diffusé le 12/02/2009 sur France 5)
- Sur les pas de Chopin - 2007 (auteur : Alain Duault - réalisation : Valérie Esposito - production : Eclectic production - durée : 52 min, diffusé le 01/11/2007 sur France 5)
- Sur les pas de Offenbach - 2010 (auteur : Alain Duault - réalisation : Christine Lamotte - production : Eclectic production - durée : 52 min, diffusé le 04/10/2007 sur France 5)
- Sur les pas de Liszt - 2011 (auteur : Alain Duault - réalisation : Laure Delalex - production : Eclectic production - durée : 52 min, diffusé le 20/10/2011 sur France 5)
- Sur les pas de Mahler - 2011 (auteur : Alain Duault - réalisation : Stéphane Guez - production : Eclectic production - durée : 52 min, diffusé le 17/03/2011 sur France 5)
- Sur les pas de Massenet - 2012 (auteurs : Alain Duault et Franck Chaudemanche - réalisation : Franck Chaudemanche - production : Eclectic production - durée : 52 min)
- Sur les pas de Mozart - 2012 (auteurs : Alain Duault et Mathilde Deschamps - réalisation : Mathilde Deschamps - production : Eclectic production - durée : 52 min)
- Sur les pas de Puccini - 2009 (auteur : Alain Duault - réalisation : Mathilde Deschamps - production : Eclectic production - durée : 52 min, diffusé le 21/01/2010 sur France 5)
- Sur les pas de Tchaïkovski - 2007 (auteur : Alain Duault - réalisation : Raynald Mérienne - production : Eclectic production - durée : 52 min, diffusé le 27/12/2007 sur France 5)
- Sur les pas de Verdi - 2007 (auteur : Alain Duault - réalisation : Stéphane Guez - production : Eclectic production - durée : 52 min, diffusé le 04/10/2007 et le 03/02/2011 sur France 5)
- Sur les pas de Vivaldi - 2008 (auteur : Alain Duault - réalisation : Laurence Thiriat - production : Eclectic production - durée : 52 min, diffusé le 11/09/2008 sur France 5)
- Promenades musicales à Budapest - 2012 (auteurs : Alain Duault et Franck Chaudemanche - réalisation : Franck Chaudemanche - production : Anaprod)
- Promenades musicales à Lisbonne - 2012 (auteur : Alain Duault - production : Anaprod)
- Promenades musicales à Naples - 2012 (auteurs : Alain Duault et Philippe Tourancheau - réalisation : Philippe Tourancheau - production : Anaprod)
- Promenades musicales à Paris - 2012 (auteurs : Alain Duault et Thierry Bellaïche - réalisation : Thierry Bellaïche - production : Anaprod)
- Promenades musicales à Saint Pétersbourg - 2012 (auteurs : Alain Duault et Pierre-Henri Loÿs - réalisation : Pierre-Henri Loÿs - production : Anaprod)
- Promenades musicales à Séville - 2012 (auteurs : Alain Duault et Franck Chaudemanche - réalisation : Franck Chaudemanche - production : Anaprod)
- Promenades musicales à Venise - 2012 (auteurs : Alain Duault et Sandra Malfait - réalisation : Sandra Malfait - production : Anaprod)
- Promenades musicales à Vienne - 2012 (auteurs : Alain Duault et Daniel Rihl - réalisation : Daniel Rihl - production : Anaprod)